# عوض الدرمكي
عوض الدرمكي شاعر ومحاضر وكاتب إماراتي، شغل منصب مستشار رئيس مجلس إدارة «دائرة الشؤون البلدية والنقل» في أبوظبي (2014-2018) والمدير التنفيذي في «نادي العين» (2010)، ومدير عام «بلدية مدينة العين» (2007-2009)، ووكيل مساعد للشؤون الإدارية والمالية في «بلدية مدينة العين» (2005-2007)، صدر له كتب منها: «لا تعذليه»، و«الدينصورات لا تعرف قيادة الكاديلاك»، و«ذكريات سان دييغو»، و«كتاب السنديان»، كما كان معداً ومقدماً لبرنامج «بصمات» الجزء الأول والثاني، حصل على ماجستير في القيادة التنفيذية والقيادة التنظيمية عام 2002 من «جامعة سان دييغو» في الولايات المتحدة الأميركية، وبكالوريوس في إدارة الأعمال من «جامعة الإمارات».

## مؤلفات
- لا تعذليه.[1]
- من رمى شجرة السدر.[2]
- يا ذكريات سان دييجو.[3]
- على العهد يا سُلاف.[4]
- الدينصورات لا تعرف قيادة الكاديلاك.[5]
- مدير لأول مرة.[6]